# Lokve pri Dobrniču
Lokve pri Dobrniču je naselje u slovenskoj Općini Trebnju. Lokve pri Dobrniču se nalazi u pokrajini Dolenjskoj i statističkoj regiji Jugoistočnoj Sloveniji. 

## Stanovništvo
Prema popisu stanovništva iz 2002. godine naselje je imalo 19 stanovnika.